# Tuffé
Tuffé est une commune française, située dans le département de la Sarthe en région Pays de la Loire, devenue une commune déléguée de Tuffé-Val-de-la-Chéronne au 1er janvier 2016.
Elle est peuplée de 1 536 habitants (les Tufféens).
Bien que située dans la région naturelle du Perche sarthois, la commune fait partie de la province historique du Maine.

## Géographie
La commune appartient au Perche et dépend du canton de La Ferté-Bernard.
| Prévelles              | Saint-Denis-des-Coudrais | La Bosse, Boëssé-le-Sec               |
| La Chapelle-Saint-Rémy | Tuffé                    | Saint-Hilaire-le-Lierru               |
|                        | Beillé                   | Sceaux-sur-Huisne, Vouvray-sur-Huisne |

## Histoire

### Histoire des déportés de Tuffé
En octobre 1939, à la suite de l'invasion allemande, un grand nombre de réfugiés du Nord et de l'Est de la France ainsi que des Belges se voient contraints de quitter leur résidence pour venir en Bretagne. Le département du Finistère doit recevoir 185 000 personnes. Celles-ci sont réparties dans un grand nombre de communes du Finistère et sont hébergées généralement chez l'habitant. On effectue, à la demande des autorités, le recensement des étrangers en août 1940 puis des réfugiés allemands en septembre 1940. Le 15 octobre 1940 les autorités allemandes considèrent qu'il y a trop d'étrangers dans  le Finistère. Elles enjoignent au préfet de faire partir ceux ne pouvant prouver qu'ils exercent un travail. Leur départ est si précipité que la plupart ne peuvent  pas emporter ce qu'il reste de leurs biens. Le 20 novembre 1940, un train est affrété  avec 920 personnes à bord. Parmi les nationalités recensées on trouve un grand nombre de Polonais, des Belges, des Grecs, des Tchèques ainsi que des Français. Seuls les Italiens et les Espagnols sont exclus de cette évacuation. Ces 920 personnes sont réparties dans tout le département de la Sarthe, dans des communes ayant des facilités d'hébergement, possédant de préférence une gendarmerie et desservies par une gare. C'est ainsi qu'à Tuffé il a été décidé de recevoir 70 de ces « refoulés des côtes bretonnes ».
Ces derniers arrivent le 21 novembre 1940 et sont accueillis dans les salles Gauthier et Poussin. Une cantine est organisée, qui sera supprimée le 31 janvier 1941, au profit d'une allocation en espèces. Ils sont d'abord en hébergement collectif puis individuel. La plupart logent alors Grande Rue, rue Fresnet et rue Cossoneau (actuellement rue de la Gare). Ils sont astreints à un pointage quotidien en mairie. D'autres réfugiés venant du Nord étaient déjà en résidence à Tuffé depuis août 1940. D'autres venant de Mulhouse sont arrivés en décembre 1939. Il est procédé à des enquêtes ainsi qu'un recensement complet des étrangers et surtout des Israélites en octobre et décembre 1941. 
3.Deux rafles sont organisées à Tuffé :
Le 17 juillet 1942 (jour de la rafle du Vel d’Hiv), 11 personnes soupçonnées d'être juives, sont arrêtées :
- Mme Bulka Sala - 36 ans – nationalité polonaise,
- M. Fernbach Hugo – 42 ans – nationalité polonaise,
- Mme Fernbach Sala – 34 ans – nationalité polonaise,
- M. Jablonski Jean – 57 ans – nationalité sarroise,
- Mme Jakubowicz Anna née Reichman – 28 ans – nationalité polonaise,
- M. Jakubowizc Maurice – 24 ans – nationalité polonaise,
- M. Jakubowizc Salomon – 18 ans – nationalité polonaise,
- Mme Sandomierski Cyrka née Bulka – 32 ans – nationalité polonaise,
- M. Sandomierski Moszeck – 42 ans – nationalité polonaise,
- M. Teltsch Ernest – 55 ans – nationalité tchèque,
- M. Teltsch Thomas – 19 ans – nationalité tchèque,

Le même jour ces personnes ont été conduites au camp de Mulsanne. Le 17 juillet 1942 vers 15 h 30, elles ont été transférées par car au grand séminaire d'Angers avec 39 autres israélites arrêtés à La Ferté-Bernard et Écommoy. Le 20 juillet 1942 elles ont été envoyées à Auschwitz par le convoi no 8 qui a quitté la gare d'Angers à 20 h 34. Ce convoi emportait 827 personnes. Ces douze personnes sont décédées dans le camp. On ignore la date de leur décès. Le 9 octobre 1942, douze personnes soupçonnées d'être juives, sont arrêtées :
- Mme Bulka Héléna née Golbart – 65 ans – nationalité polonaise,
- M. Bulka Richard – 13 ans – nationalité polonaise,
- M. Bulka Wolleck – 60 ans – nationalité polonaise,
- Mme Chimelnski Fanny née Jakubowicz – 37 ans – nationalité polonaise,
- M. Chimelnski Jules – 13 ans – nationalité française,
- M. Chimelnski Marcel – 9 ans – nationalité française,
- Mlle Chimelnski Marthe-Marie – 6 ans – nationalité française,
- Mlle Fernbach Rika – 3 ans – nationalité française,
- M. Jakubowicz Hesz – 61 ans – nationalité polonaise,
- Mlle Jakubowicz Sylvie – 6 ans – nationalité française,
- Mme Jakubowicz Zlata née Urstein – 59 ans – nationalité polonaise,
- Mlle Sandomierski Maria – 13 ans – nationalité polonaise.

Elles ont été transférées au camp de Mulsanne avec 108 autres arrêtées dans la Sarthe. Le 6 novembre 1942, elles ont été envoyées à Auschwitz par le convoi no 42 au départ de la gare de Drancy à 8 h 55. Ce convoi emmenait 1 000 personnes. 773 ont été gazées à l'arrivée au camp. Ces douze personnes sont décédées à Auschwitz. On ignore la date de leur décès (vraisemblablement le 11 novembre 1942).

## Politique et administration
| Période                                  | Période       | Identité             | Étiquette | Qualité     |
| ---------------------------------------- | ------------- | -------------------- | --------- | ----------- |
| 1959                                     | mars 2001     | André Divaré         |           |             |
| mars 2001                                | mars 2008     | Jean-Pierre Maupay   |           |             |
| mars 2008                                | décembre 2015 | André-Pierre Guittet |           | Agriculteur |
| Les données manquantes sont à compléter. |               |                      |           |             |

Le nombre d'habitants, au dernier recensement, étant compris entre 1500 et 2499, le nombre de membres du conseil municipal est de 19.

## Démographie
En 2020, la commune comptait 1 536 habitants. Depuis 2004, les enquêtes de recensement dans les communes de moins de 10 000 habitants ont lieu tous les cinq ans (en 2005, 2010, 2015, etc. pour Tuffé) et les chiffres de population municipale légale des autres années sont des estimations.
| 1793  | 1800  | 1806  | 1821  | 1831  | 1836  | 1841  | 1846  | 1851  |
| ----- | ----- | ----- | ----- | ----- | ----- | ----- | ----- | ----- |
| 1 507 | 1 650 | 1 599 | 1 734 | 1 822 | 1 792 | 1 792 | 1 818 | 1 802 |

| 1856  | 1861  | 1866  | 1872  | 1876  | 1881  | 1886  | 1891  | 1896  |
| ----- | ----- | ----- | ----- | ----- | ----- | ----- | ----- | ----- |
| 1 806 | 1 714 | 1 644 | 1 629 | 1 658 | 1 669 | 1 623 | 1 630 | 1 544 |

| 1901  | 1906  | 1911  | 1921  | 1926  | 1931  | 1936  | 1946  | 1954  |
| ----- | ----- | ----- | ----- | ----- | ----- | ----- | ----- | ----- |
| 1 568 | 1 574 | 1 575 | 1 419 | 1 408 | 1 381 | 1 429 | 1 546 | 1 365 |

| 1962  | 1968  | 1975  | 1982  | 1990  | 1999  | 2005  | 2010  | 2015  |
| ----- | ----- | ----- | ----- | ----- | ----- | ----- | ----- | ----- |
| 1 415 | 1 461 | 1 275 | 1 287 | 1 330 | 1 500 | 1 512 | 1 633 | 1 531 |

| 2018  | - | - | - | - | - | - | - | - |
| ----- | - | - | - | - | - | - | - | - |
| 1 526 | - | - | - | - | - | - | - | - |

## Culture locale et patrimoine

### Lieux et monuments
- Château de Chéronne, construction médiévale, privée.
- Église paroissiale Saint-Pierre-et-Saint-Paul, construction romane très remaniée aux XVe et XVIe siècles avec portail monumental.
- Prieuré (ancien) dit Abbaye Notre-Dame de Tuffé[10].
- Plan d'eau avec camping trois étoiles.

### Activité et manifestations

#### Manifestations
- Les Tufféeries, le deuxième ou troisième samedi d'août : concerts, feu d'artifice, bal.
- Comice agricole, le dimanche suivant les Tufféeries : comice et guinguette.

Tufféeries et comice agricole des 15 et 16 août 2015
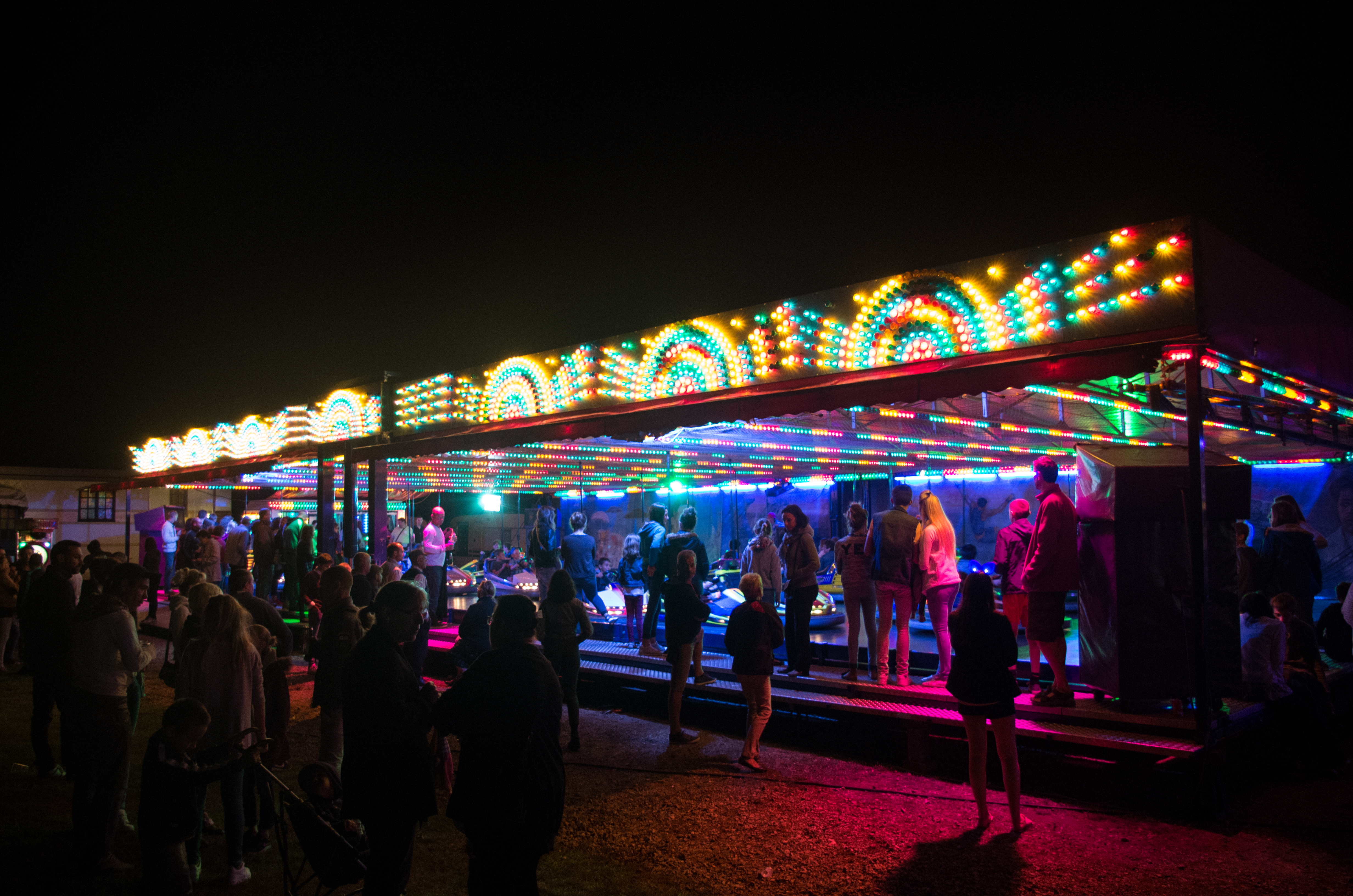
Fête foraine.
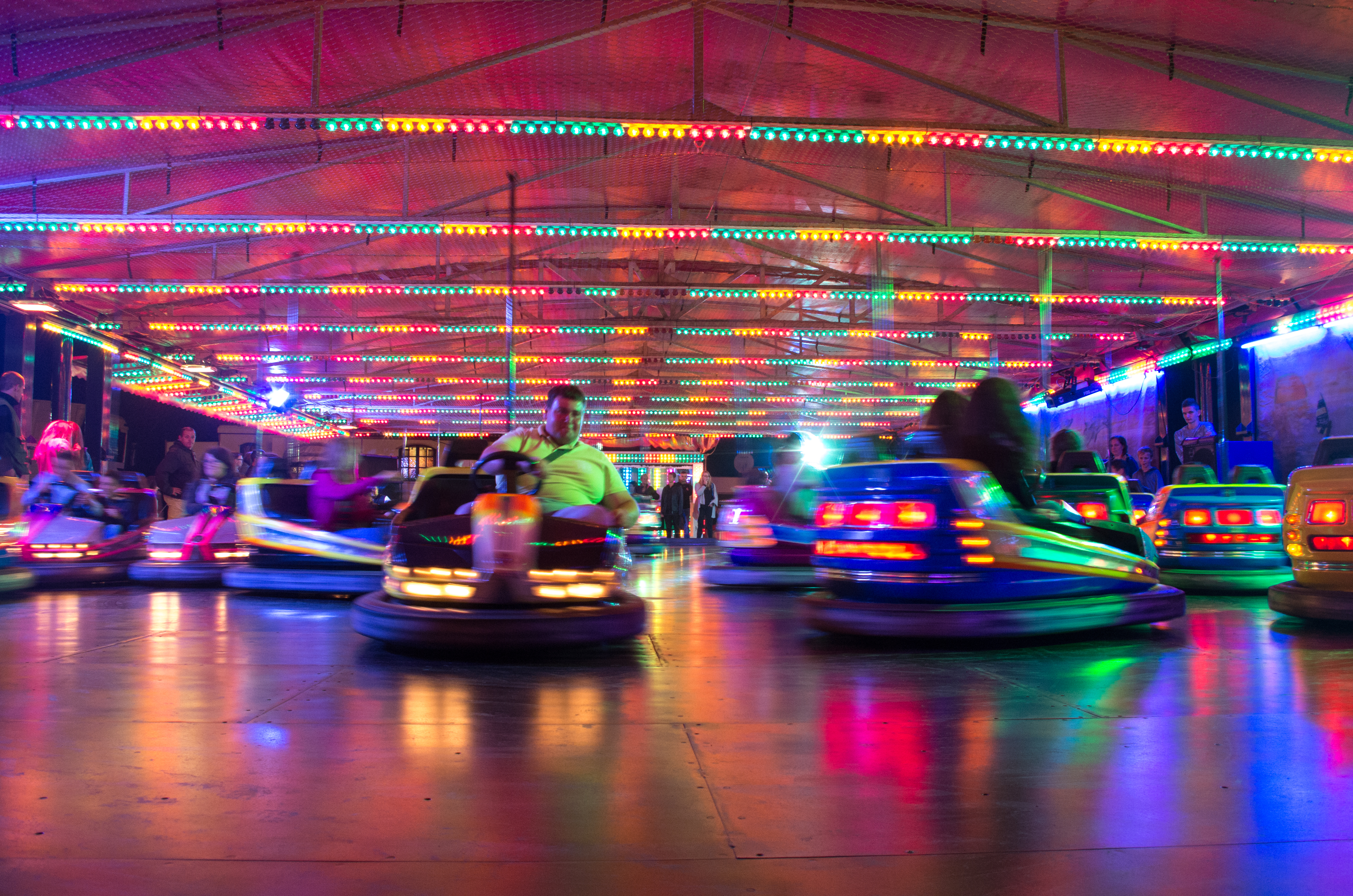
Stock-cars.
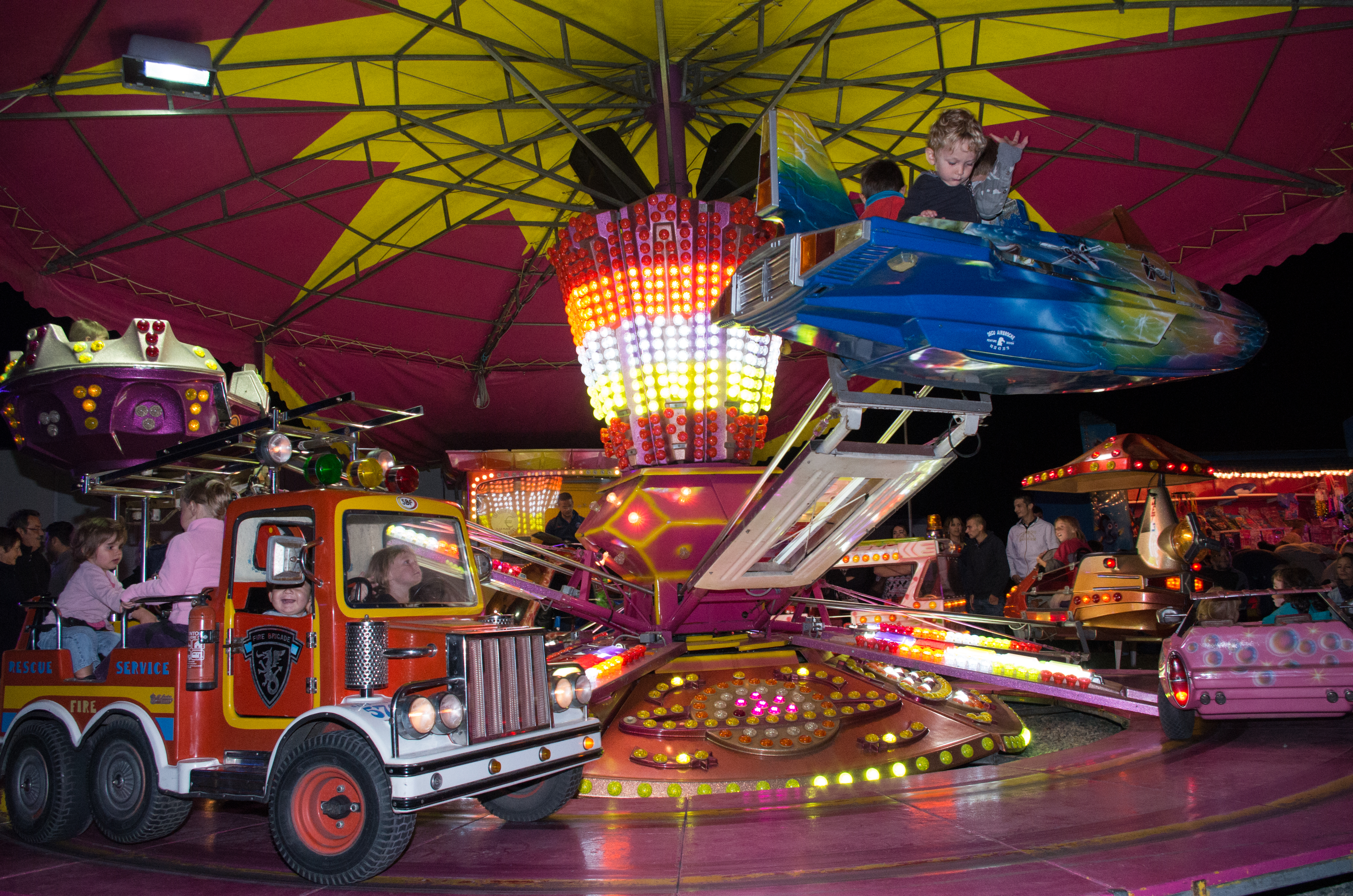
Manège.
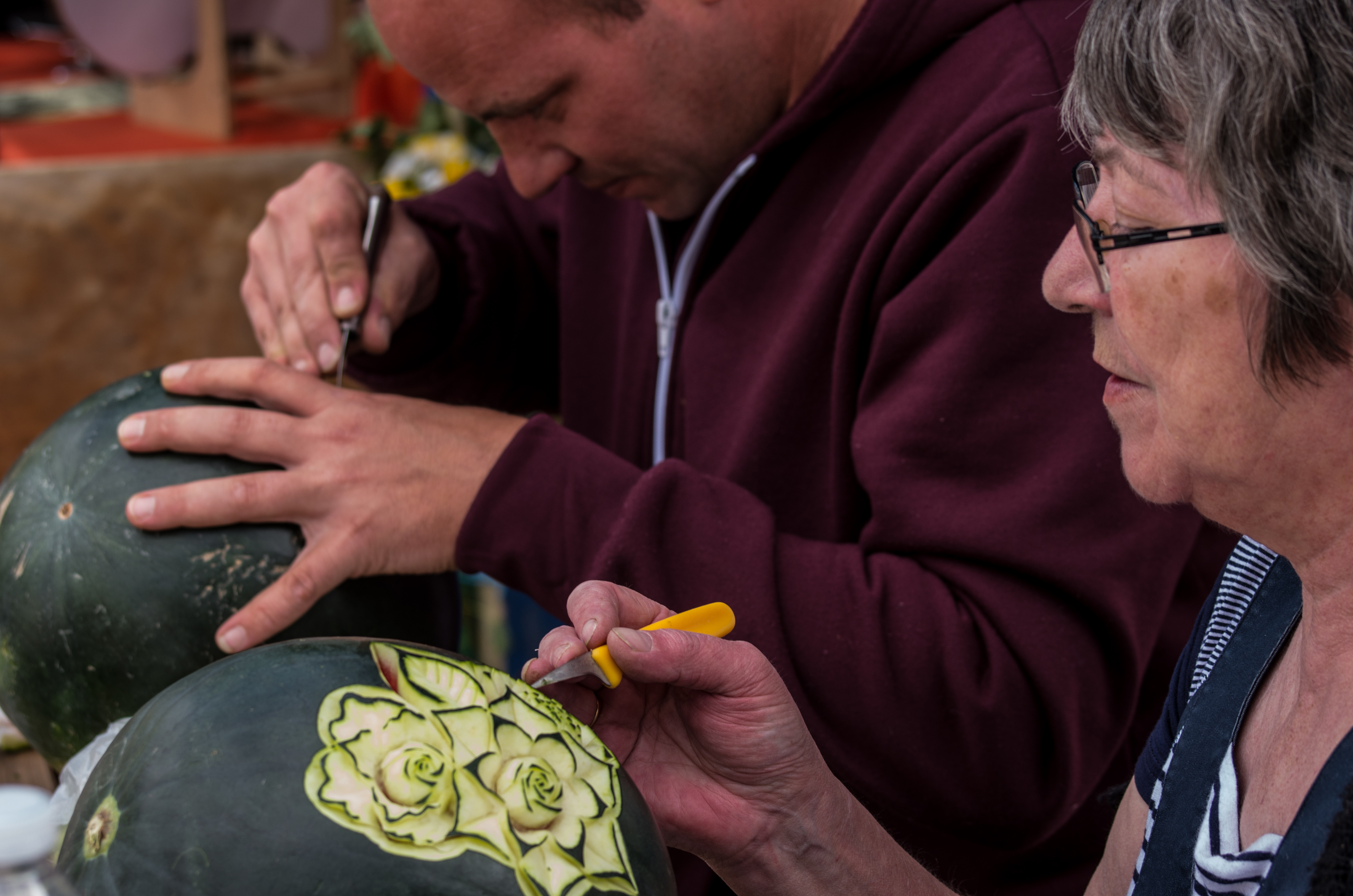
Légumes sculptés.
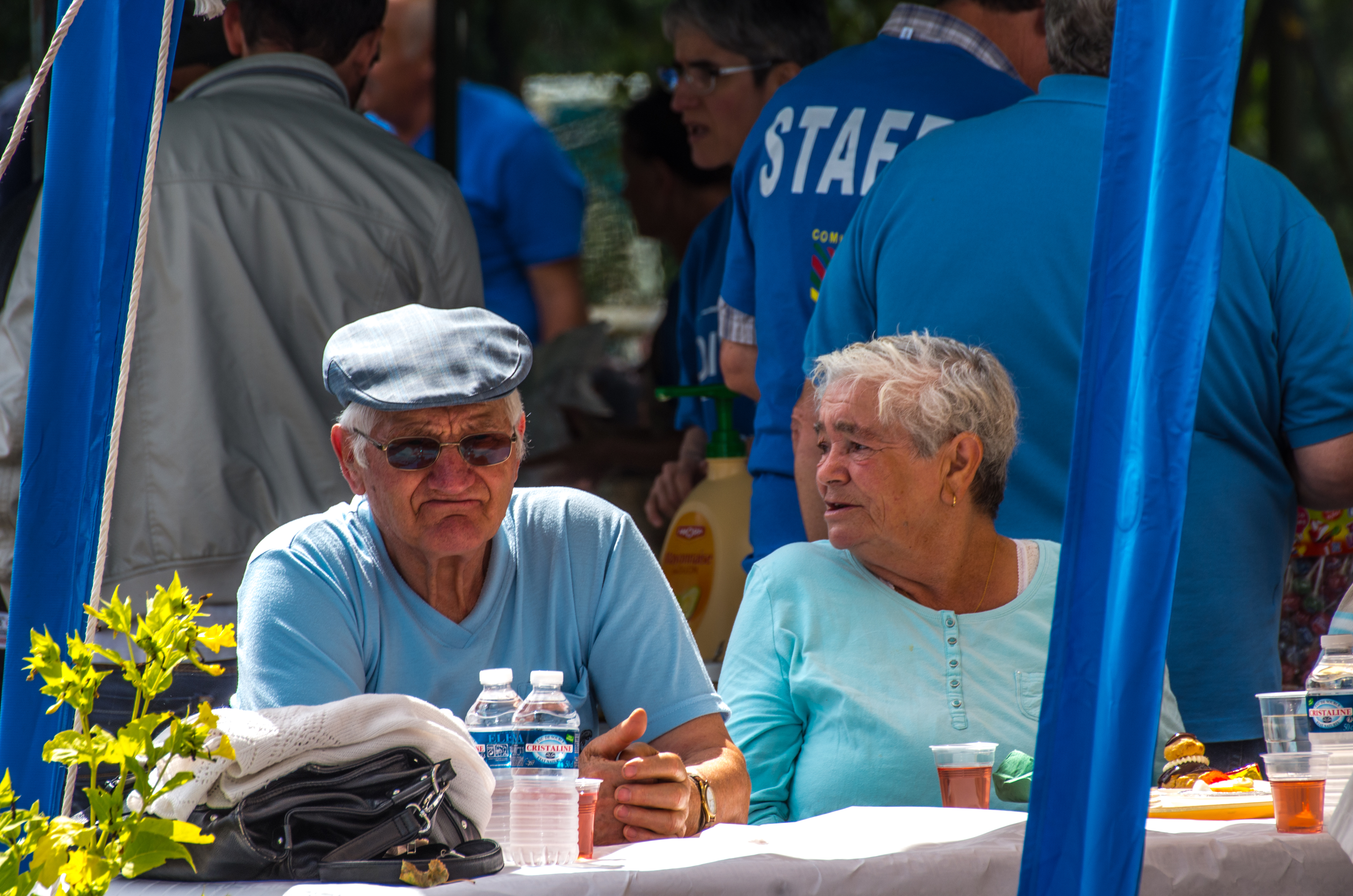
Banquet.
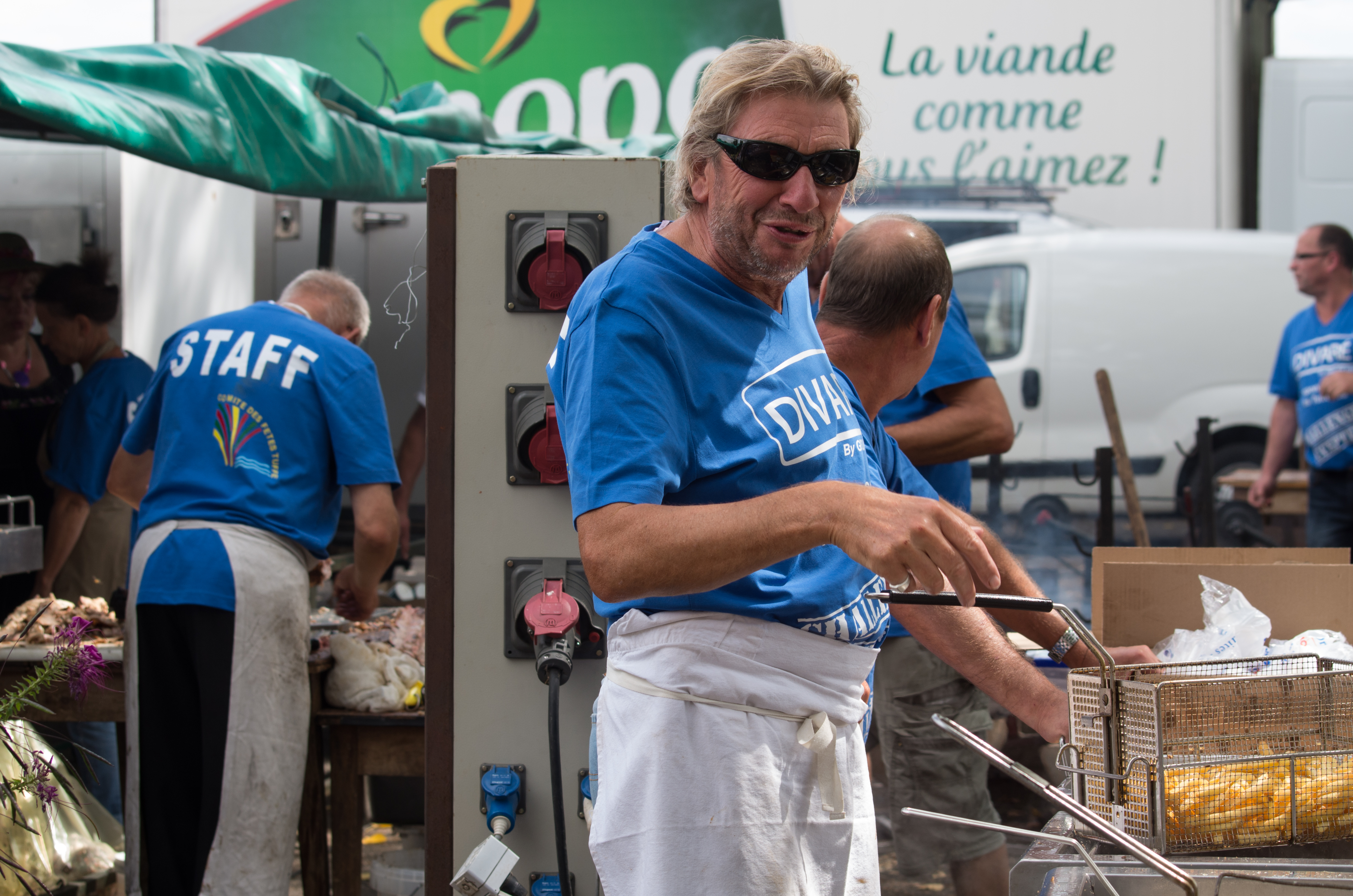
Gainsbarre.
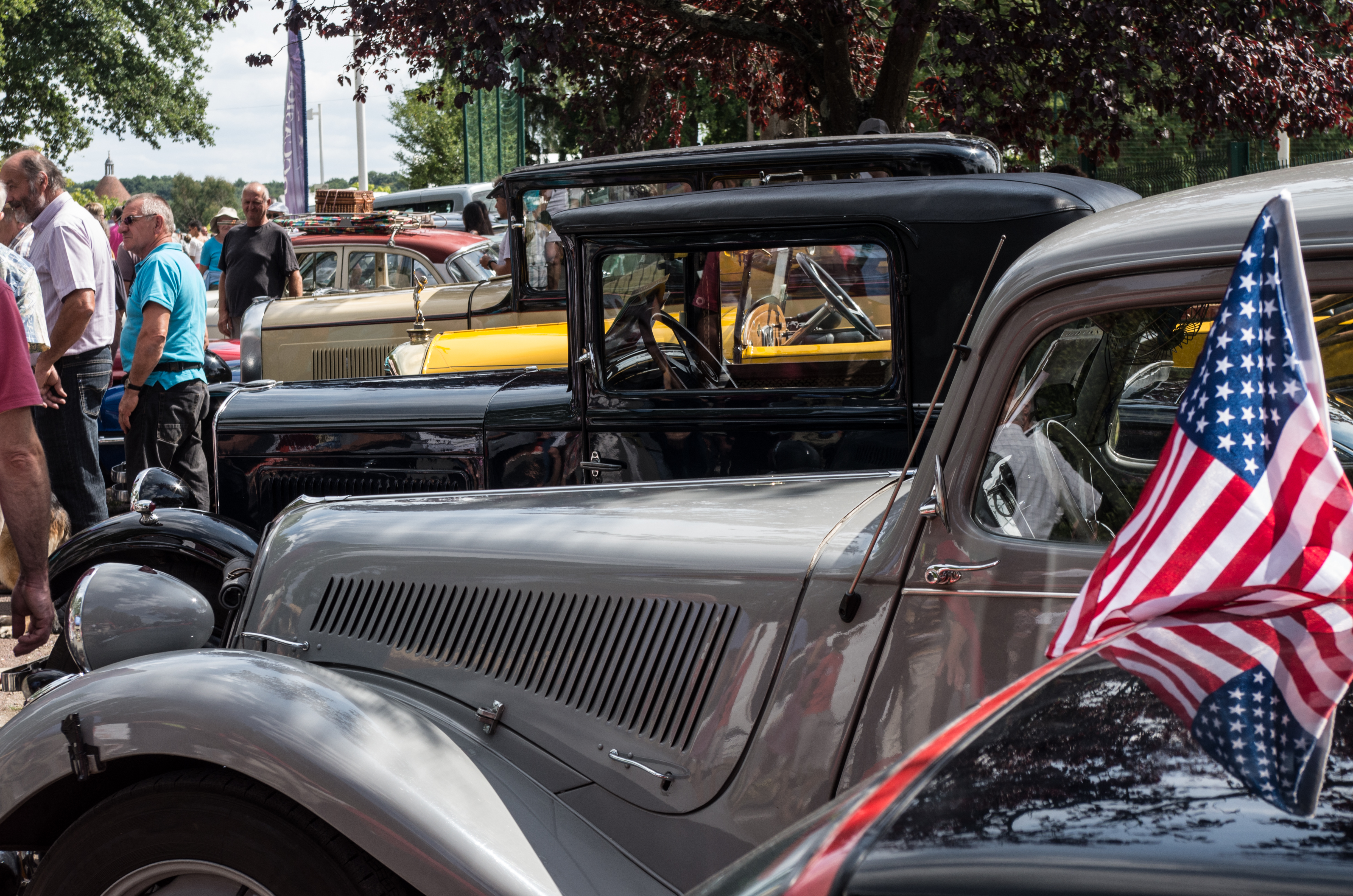
Expo vintage.
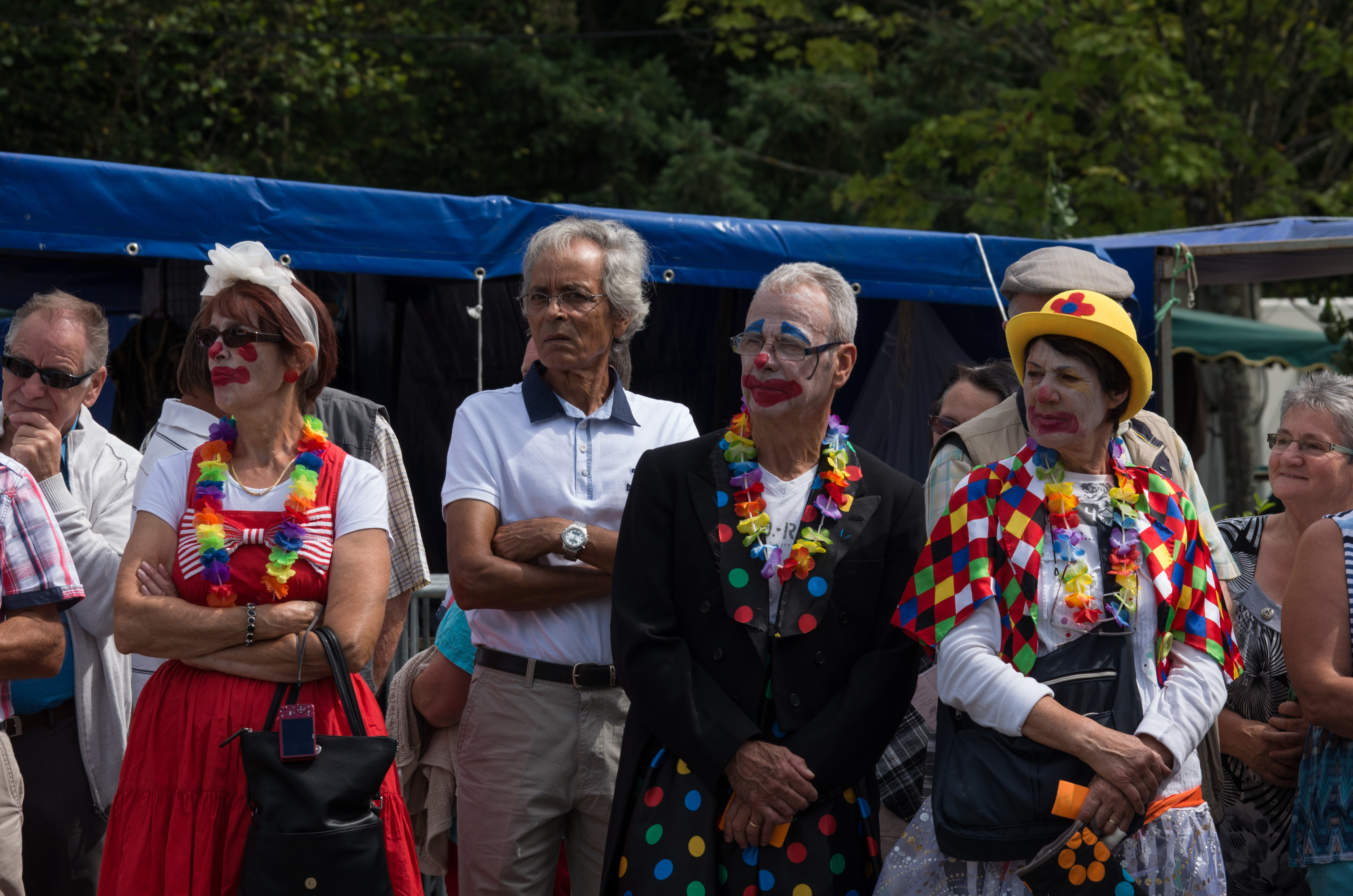
Spectateurs.
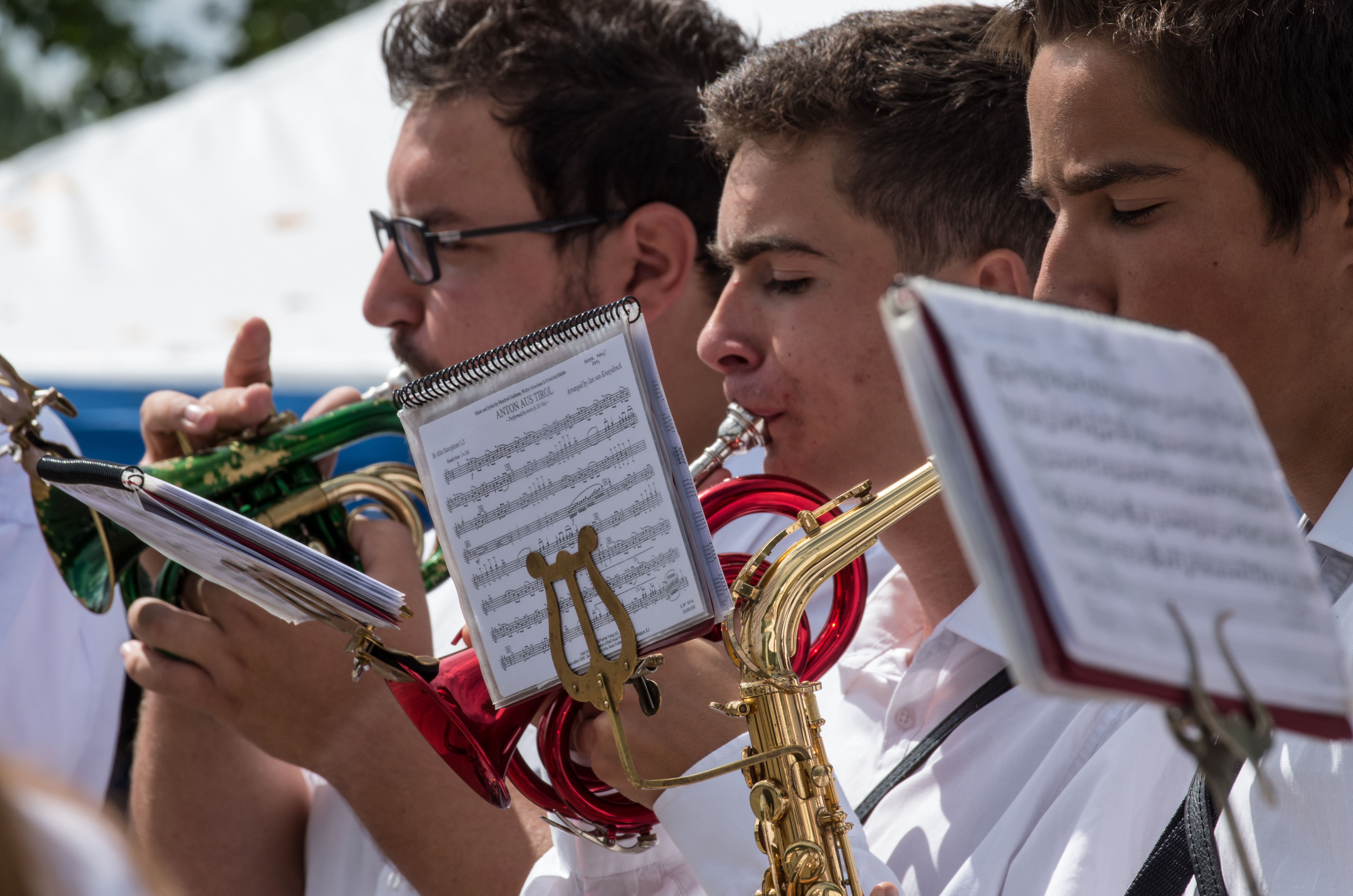
Fanfare.
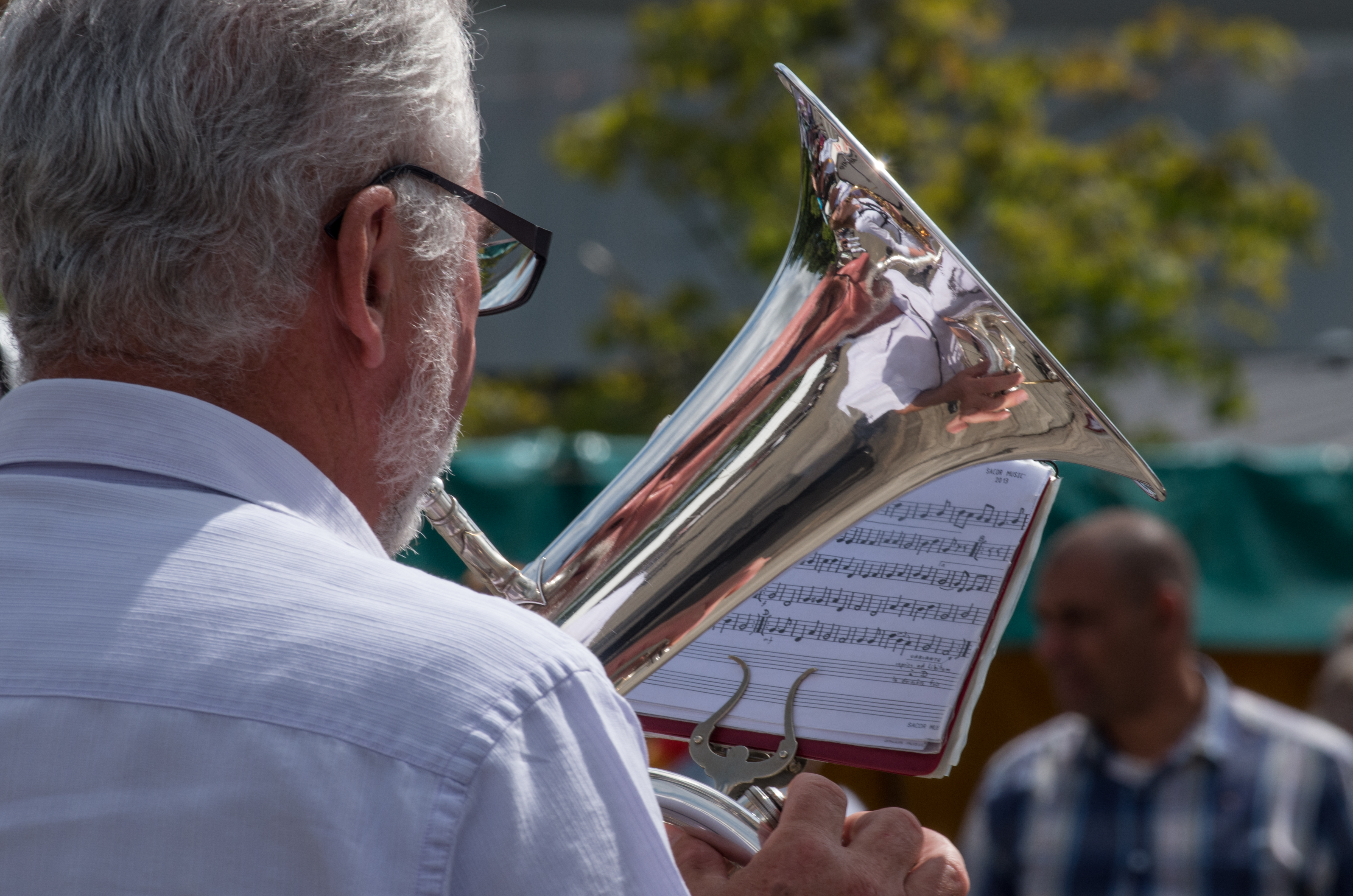
Tubiste.
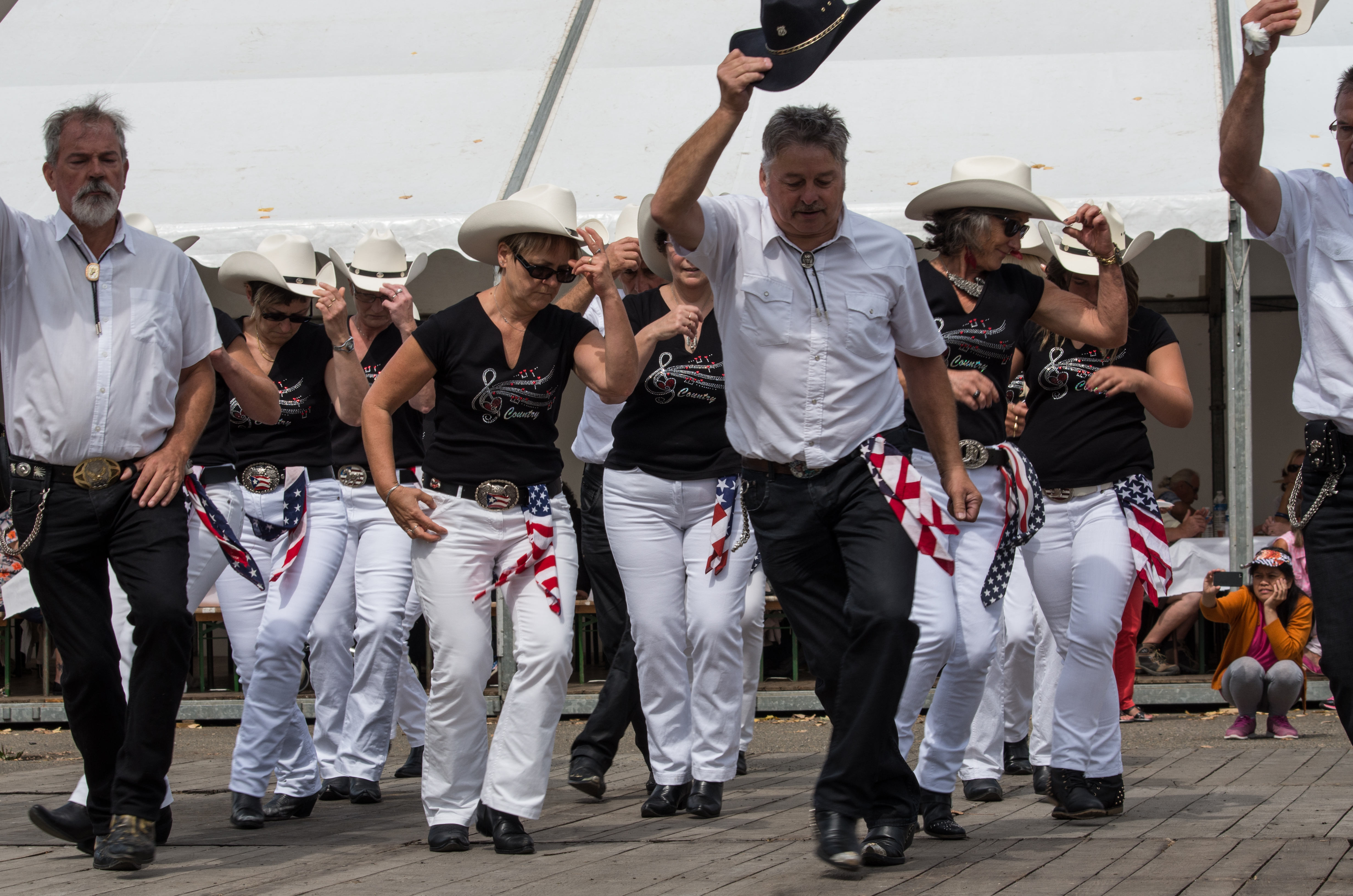
Danseurs.
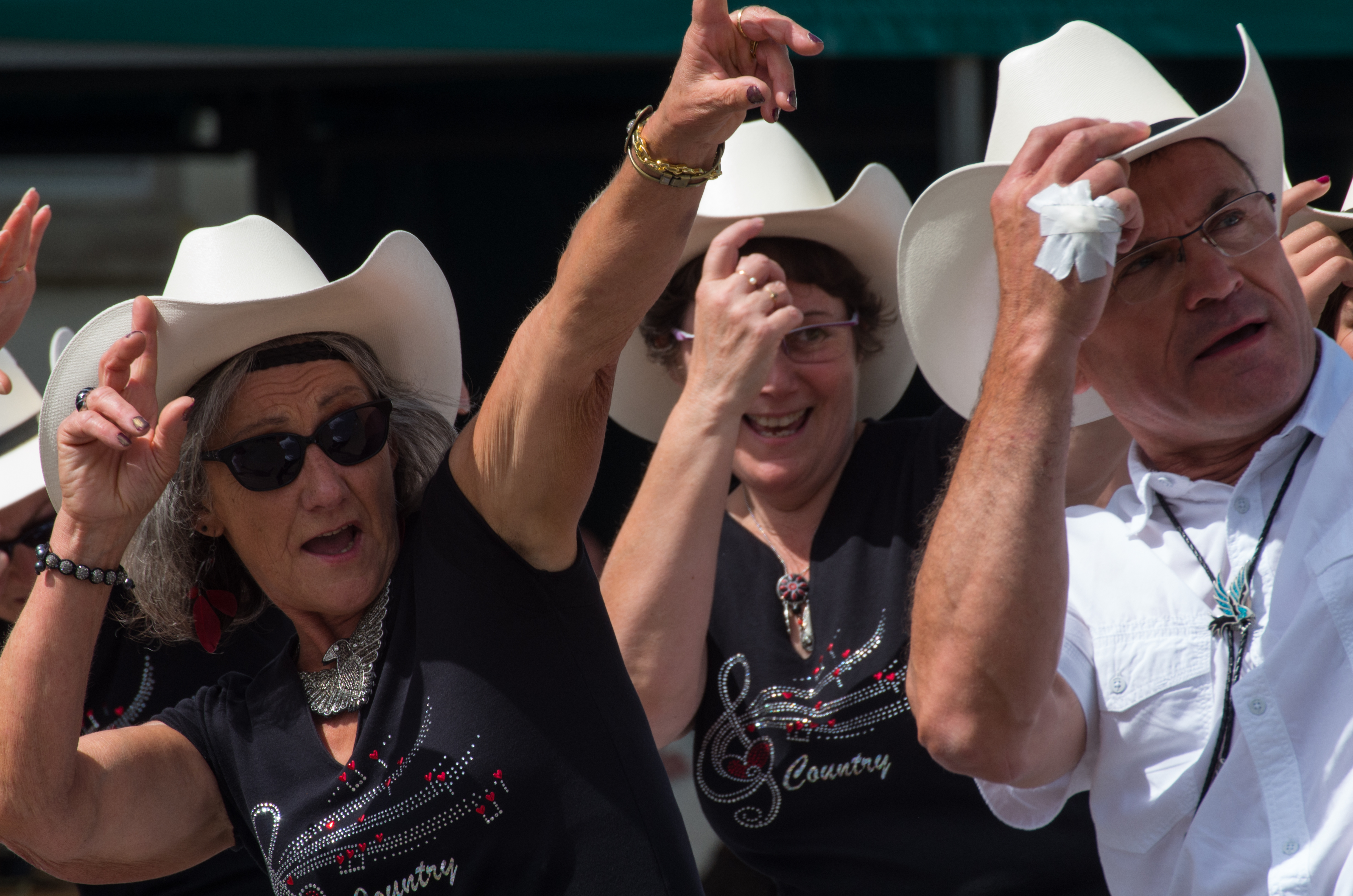
Country in Sarthe.
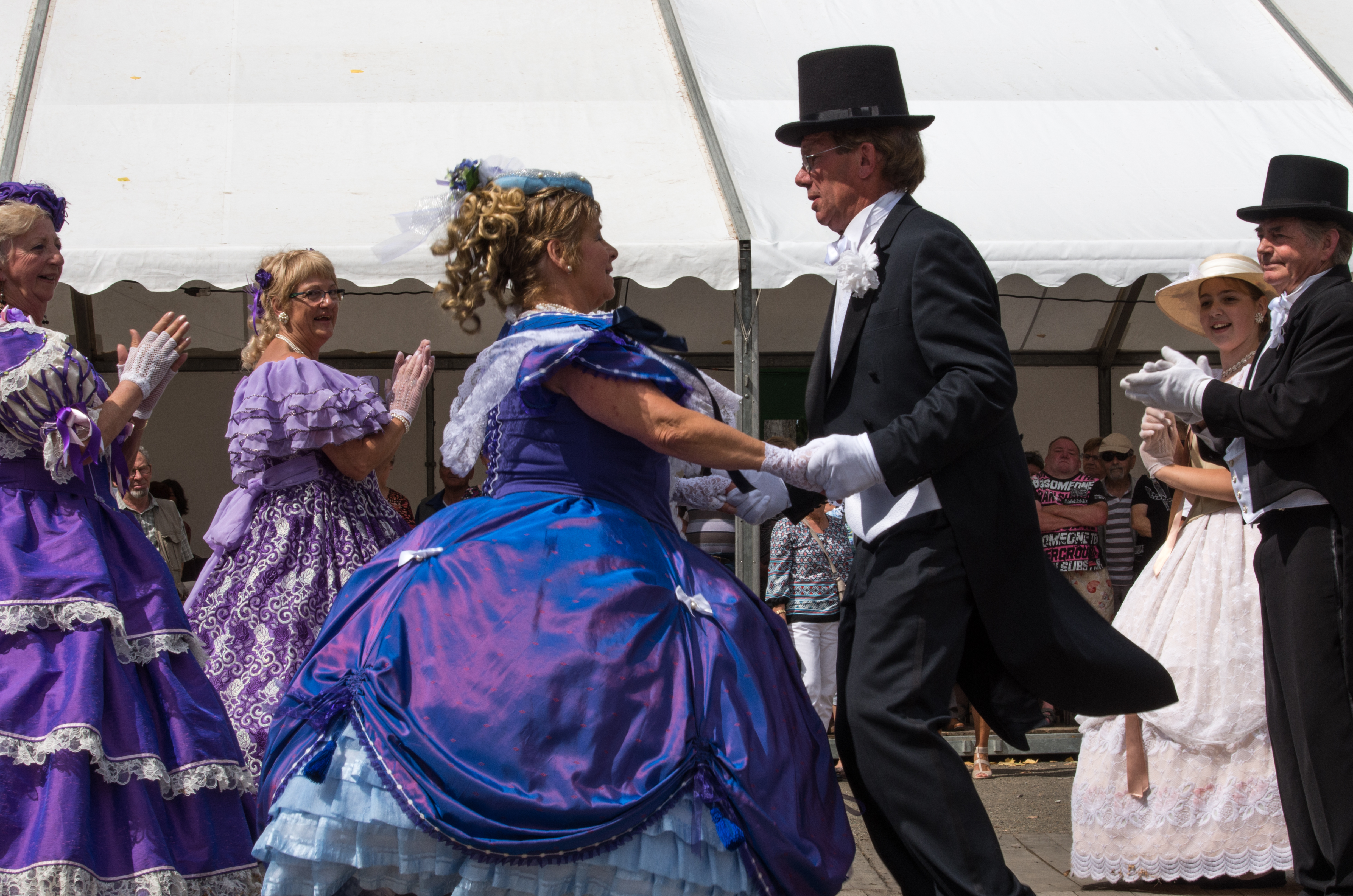
Cavalcade.
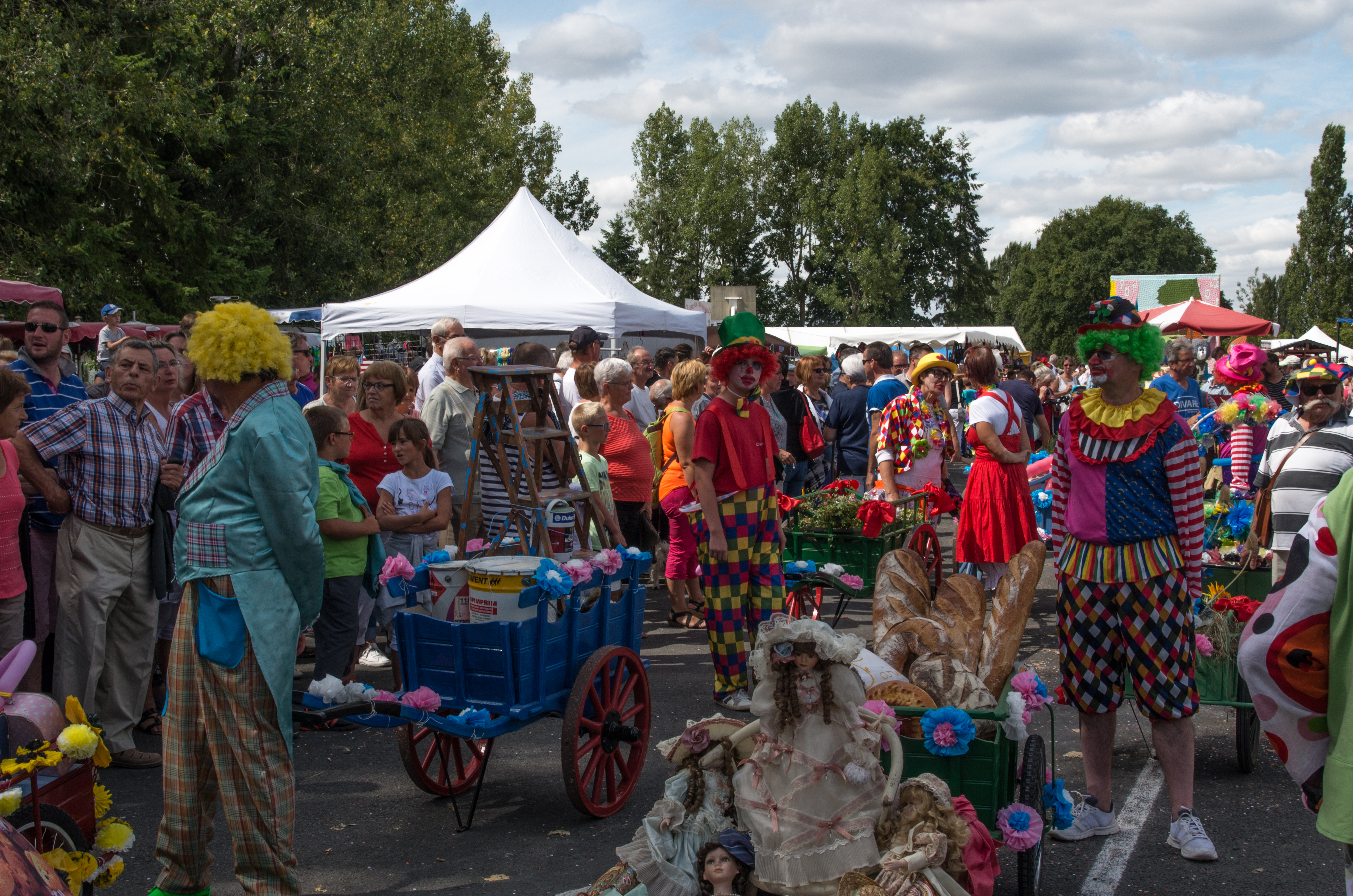
Avant le défilé.
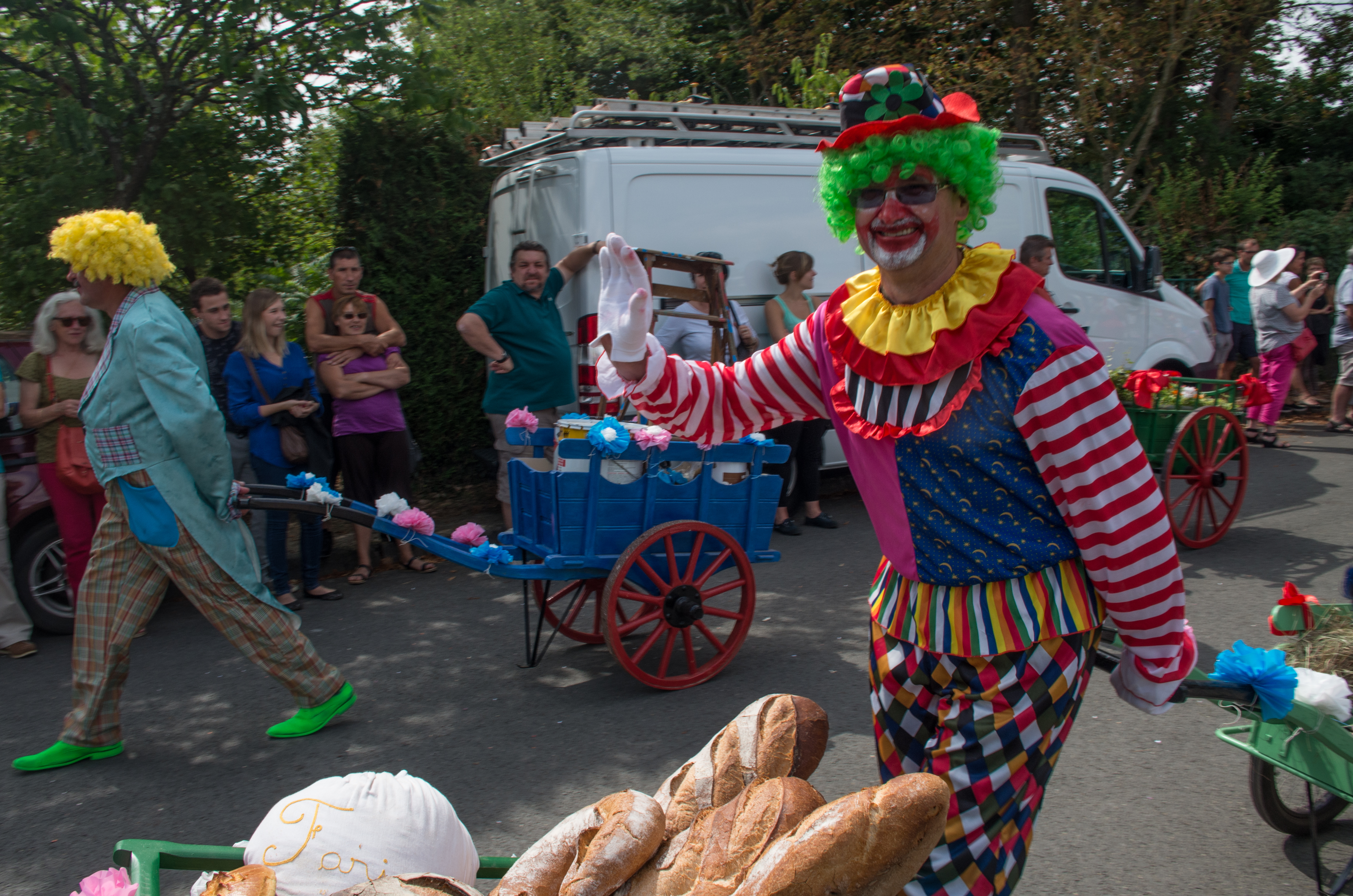
Défilé.
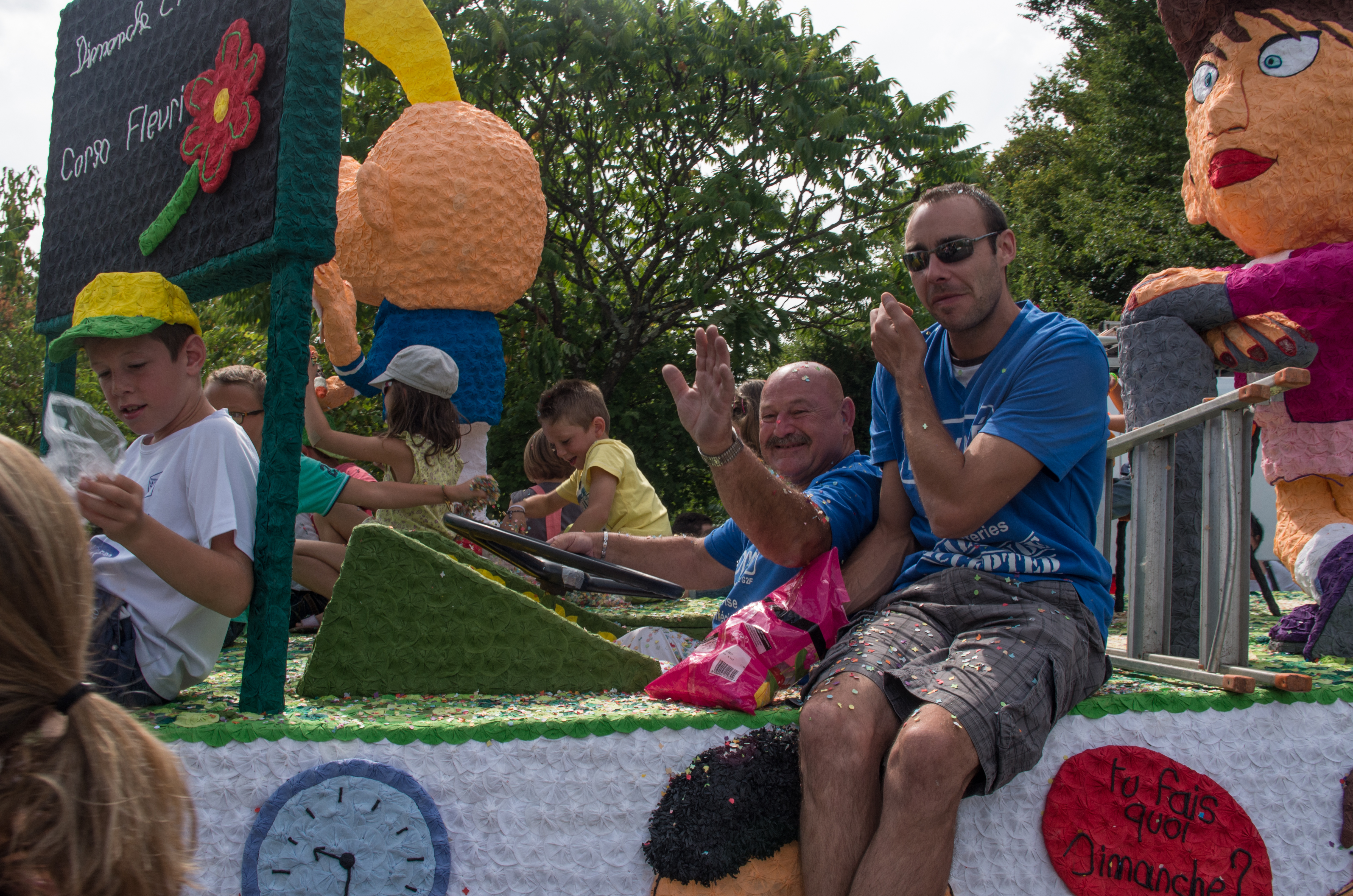
Char.
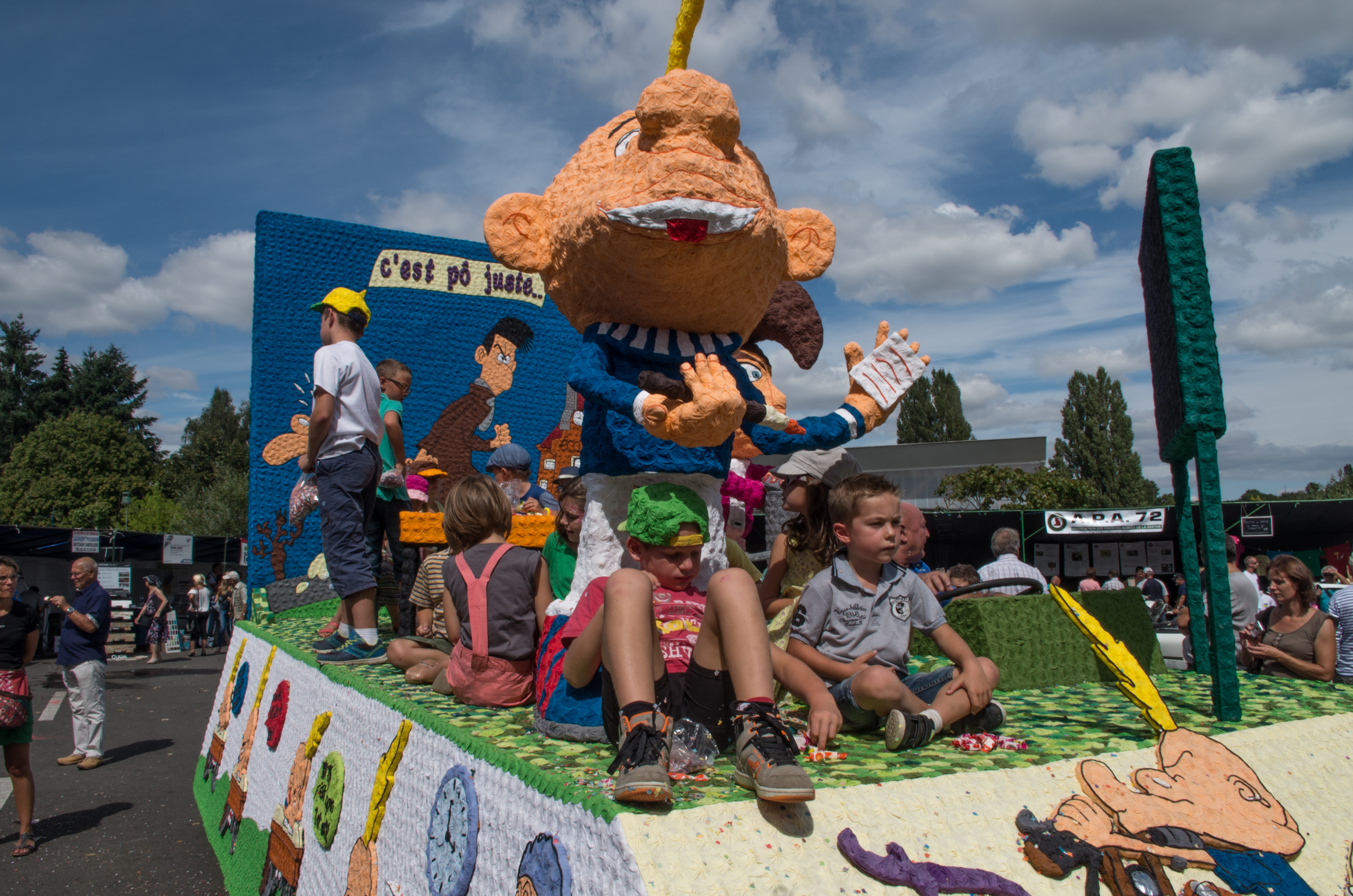
Char des enfants.
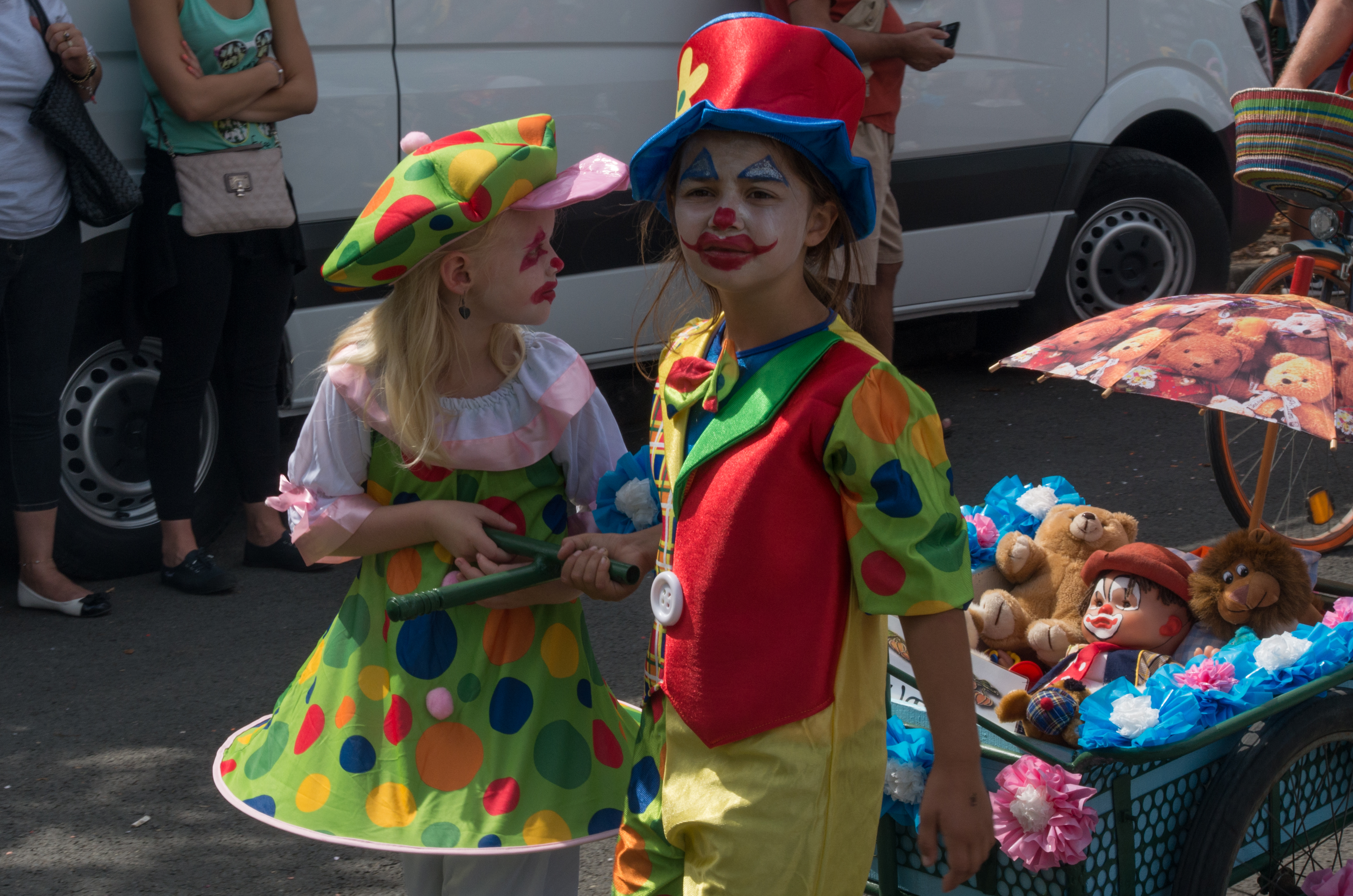
Petits clowns.
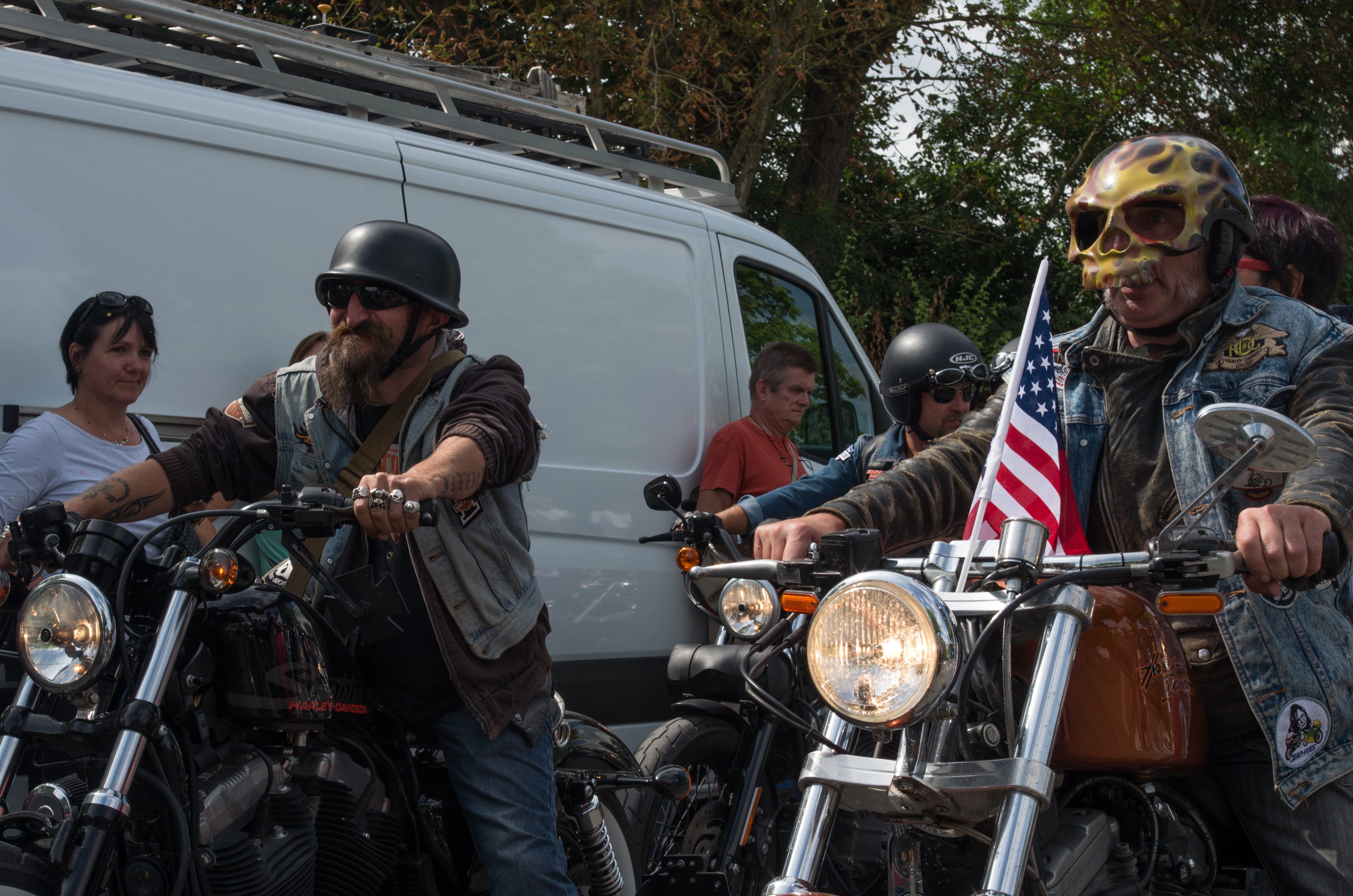
Motards vintages.

### Jumelages
- Allington (Royaume-Uni).
- Sedgebrook (Royaume-Uni).

### Héraldique
| Blason de Tuffé | Blason  | De gueules à la fasce d'argent chargée d'un lion léopardé de sable, accompagnée de trois pots à anses d'or. |
| Blason de Tuffé | Détails | Adopté le 29 avril 1961.                                                                                    |